# جالینوس

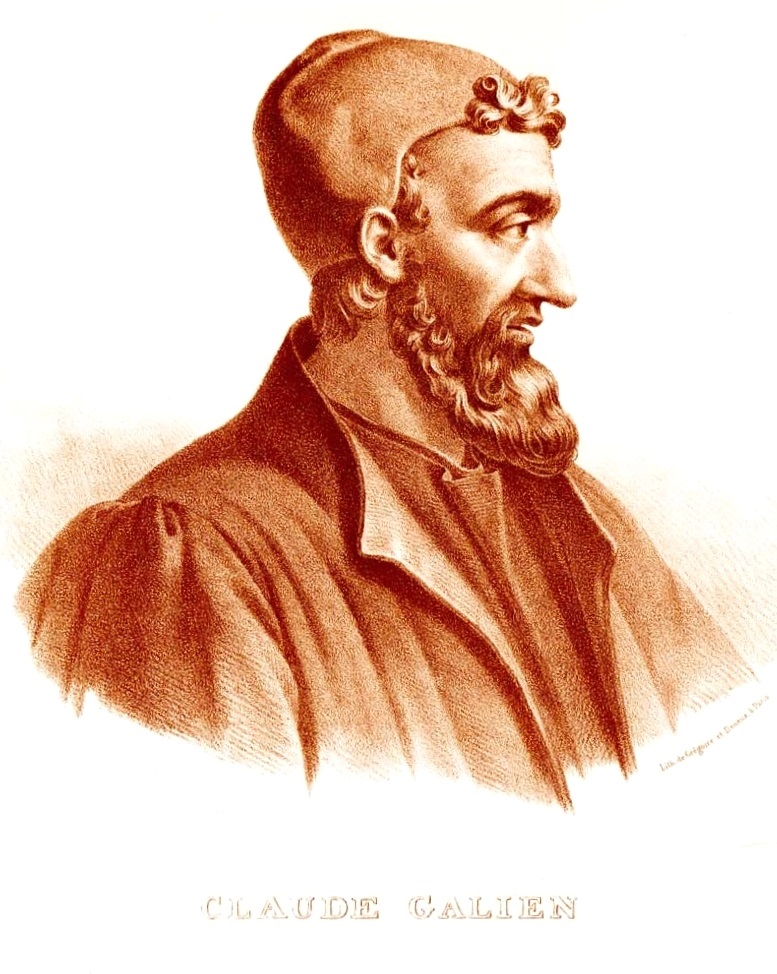
جالینوس (کلودیوس گالنوس)

جالینوس (به یونانی: Γαληνός، گالینوس؛ لاتین: ‎Claudius Galenus‏) (۱۲۹–۲۰۰م) یکی از پزشکان برجستهٔ یونان باستان بود که دیدگاه‌های او بیش از هزار سال بر طب اروپا تأثیرگذار بود.
جالینوس در پرگامون (شهری در آسیای صغیر، ترکیهٔ امروزی) زاده شد. او به‌عنوان هشتمین پزشک برجسته از دوران باستان شناخته می‌شود که هرکدام در زمان خود بی‌مانند بودند. پزشکان بزرگ پیش از او عبارت بودند از:
۱. اسقلبیوس اول
۲. غورس
۳. مینس
۴. برمانیدس
۵. افلاطون
۶. اسقلبیوس دوم
۷. بقراط دوم
۸. جالینوس

جالینوس به‌عنوان آخرین طبیب بزرگ دوران باستان شناخته می‌شود. او نه‌تنها از نظر علمی بی‌رقیب بود، بلکه هیچ‌کس به جایگاه علمی او نزدیک نشد. در دورانی که سوفسطائیان اختلافات زیادی در پزشکی به وجود آورده بودند و ارزش‌های این علم را تضعیف کرده بودند، جالینوس به مقابله با آنان برخاست، نظریاتشان را رد کرد و آموزه‌های بقراط و شاگردان او را استوار ساخت. او کتاب‌های بسیاری برای کشف حقایق علم پزشکی نوشت و ۸۷ سال عمر کرد.
در یکی از نوشته‌هایش، جالینوس دربارهٔ کودکی و آموزش‌هایش چنین آورده است:

پدرم پیوسته مرا هندسه و حساب و ریاضیات آموخت تا به سن پانزده‌سالگی رسیدم در آن وقت مرا به آموختن منطق واداشت، زیرا می‌خواست فلسفه بیاموزم، ولی در خواب دید که مرا به تحصیل پزشکی وادارد و آنگاه مرا به فراگرفتن این فن گماشت. در این وقت هفده سال داشتم.
زایش جالینوس ۹۵ سال پس از میلاد مسیح بود. بنابراین، ادعای برخی که او را هم‌عصر مسیح می‌دانند و می‌گویند به مسیح ایمان آورده، نادرست است. جالینوس در آثارش به‌گونه‌ای از موسی و مسیح یاد کرده که مشخص می‌شود پس از دوران آنان می‌زیسته است. از جمله افرادی که او را معاصر مسیح دانسته، بیهقی است.
جالینوس، علاوه بر پزشکی، دانشمند، فیلسوف و طبیعی‌دان برجسته‌ای بود. او آثار ارزشمندی در علوم پزشکی، علوم طبیعی و منطق نگاشت و فهرستی از کتاب‌ها و روش‌های آموزش خود تهیه کرد که شامل بیش از صد کتاب است.
آثار جالینوس از نخستین متون یونانی بود که به زبان عربی ترجمه شد. یکی از مهم‌ترین مترجمان او ثابت بن قرّه در بغداد بود.
جالینوس در زمان حکومت  نرون٬ قیصر ششم روم، می‌زیست. او به مسافرت‌های زیادی پرداخت، دوبار به روم رفت و مدتی در آنجا اقامت کرد. جالینوس برای معالجهٔ مجروحین با پادشاه به میدان جنگ می‌رفت. او در ۴۲ سالگی به اوج مهارت در فلسفه و علوم ریاضی رسید، دانش بقراط را احیا کرد و بر آثار ازدست‌رفتهٔ او شروحی نوشت.
پدر جالینوس، مهندس برجسته‌ای بود. جالینوس در ۸۸ سالگی برای زیارت بیت‌المقدس از روم خارج شد، اما در سیسیل درگذشت. گفته می‌شود او حدود ۴۰۰ کتاب نوشت که بخشی از آن‌ها در آتش‌سوزی نیایشگاه صلح نابود شد.
نام جالینوس به‌واسطهٔ شهرت فراوانش در ادبیات فارسی نیز رایج شده است.
آثار جالینوس از نخستین متون یونانی بود که ترجمه و تشریح شد، به‌ویژه توسط ثابت بن قرّه در بغداد.
| وگر خود علمِ جالینوس دانی |  | چو مرگ آمد به جالینوس مانی |
|                          |  | (نظامی)                    |

| ای دوایِ نخوت و ناموسِ ما |  | ای تو افلاطون و جالینوسِ ما |
|                         |  | (مولانا)                   |

«جالینوس ابلهی را دید که دست در گریبان دانشمندی زده و بی‌حرمتی همی‌کرد. گفت: اگر این نادان نبودی کار وی با نادانان بدینجا نرسیدی.» (گلستان سعدی)

## یادداشت

Pergameni De Hippocratis et Platonis decretis

1. ^ بقراط دوم پزشک معروف که سوگندنامه اش معروف است؛ بقراط یکم پزشکی بوده که پیش از مینس می‌زیسته و جزء پزشکان بزرگ نیست